# Деревушка (роман)
«Деревушка» (в одном из переводов на русский язык «Посёлок»; англ. The Hamlet) — роман американского писателя Уильяма Фолкнера, впервые опубликованный в 1940 году. Первая часть трилогии о Сноупсах — цикла романов о возвышении одной семьи и о трагедии аристократов американского Юга, вынужденных выбирать между нищетой и бесчестием. Позже Фолкнер создал романы «Город» и «Особняк».

## Сюжет
Действие романа происходит в вымышленном округе Йокнапатофа (штат Миссисипи). В небольшом селении Французова Балка появляется семейство Сноупсов — бедняков, которые благодаря своей энергии обретают богатство и влияние. Параллельно происходит упадок богатой семьи Уорнеров. Композиция романа мозаична, параллельно развивается множество сюжетных линий, связанных между собой сложной системой лейтмотивов и параллелизмов.

## Создание и оценки
В 1926 году Фолкнер задумал роман о том, как на американском Юге возвышаются люди новой формации — бесчувственные стяжатели, которым чужд местный аристократизм. Книга получила название «Отец Авраам», её главным героем стал Флем Сноупс. Этот роман остался недописанным, и в течение более чем 10 лет Фолкнер создавал отдельные «заготовки» для будущей книги, публиковавшиеся как самостоятельные рассказы: «Пёстрые лошадки», «Ящерицы во дворе Джемшида», «Собака», «На лошадях помешанный», «Поджигатель». В 1938 году он перешёл к созданию романного цикла о Сноупсах, в который должны были войти три книги. Первая часть получила название «Земледельцы» и была закончена в ноябре 1939 года. Она увидела свет в апреле 1940 года.
В 1950-х годах вышли две другие части трилогии — романы «Город» и «Особняк». Из-за обнаружившихся расхождений в хронологии Фолкнеру пришлось внести правки в последнюю главу «Деревушки». Новый вариант романа был опубликован в 1964 году, уже после смерти автора.
Литературоведы считают «Деревушку» лучшим романом Фолкнера из написанных в 1930-е годы.